# NGC 180
NGC 180은 물고기자리에 위치한 막대나선은하로, 1790년 12월 29일 윌리엄 허셜에 의해서 발견되었다.

## 초신성
2001년, 이 은하에서 II형 초신성이 관측되었는데, 이는 SN 2001dj로 명명되었다. 겉보기등급은 +13.70이다.

## 같이 보기
- 나선은하
- NGC 1 ~ 999 목록
- 물고기자리